# Коолень
Кооле́нь (чук. Коолён, эским. Коглу) — озеро на Дальнем Востоке России, в пределах Чукотского района Чукотского автономного округа.
Название в переводе с чук. Коолён — «провал, глубокая пропасть».

## География
Расположено в отрогах хребта Айнан на востоке Чукотского полуострова в 13 км от побережья Чукотского моря. Ближайший населённый пункт — в 44 км, село Лаврентия.
Высшая точка вблизи озера — гора Ыттывъыт (939 м).

## Гидрография
Озеро имеет тектоническое происхождение. Отсюда вытекает только одна река — Кооленьвеем, впадающая в Уэленскую лагуну Чукотского моря. В озеро впадает около двадцати небольших ручьёв, большинство из них летом пересыхают. Вода в озере имеет слабую минерализацию. Прозрачность воды очень высокая, при этом она имеет густо-синий оттенок, а на больших глубинах становится чёрно-синей.

## Физическая характеристика
Озеро находится в глубокой впадине в окружении отвесных гор, при этом вытянуто в субширотном направлении, имеет форму бумеранга. В восточной части находится узкий песчано-галечный пляж, который плавно уходит под воду, образуя обширные прибрежные мелководья.

## Климат
Климат в районе озёрной впадины континентальный, наблюдается достаточно большое количество ясных и спокойных дней. Среднемесячные температуры воздуха зимой находятся в пределах от −15,9 до −18,4 °C, летом от +3,9 °C до +7,3 °C. Абсолютный минимум составил −43 °C. Устойчивые морозы наступают в последней декаде октября, прекращаются в конце первой декады мая.

## Прибрежная флора и фауна
В составе растительных сообществ преобладает равнинная, слегка холмистая кустарничково-разнотравная тундра. Заросли ивняка достигают высоты 3 м. Здесь находится восточная граница распространения в Евразии ольховника Alnus fruticosa.
В озеро через впадающий приток из моря заходят лососи, сиги, хариус, чёрная даллия, девятииглая колюшка, тонкохвостый налим и слизистый подкаменщик.
В окрестностях участка насчитывается 62 вида птиц, при этом из хищников здесь гнездится исключительно кречет.
Из млекопитающих вблизи озера встречаются евражка, песец и бурый медведь, иногда заходит росомаха.

## В чукотском фольклоре
Согласно преданиям коренных жителей, в глубине озера живут несколько видов крупных рыб, одна из которых, имеющая гигантские размеры и прозванной Хозяином озера, пожирала диких и домашних оленей, спускающихся на водопой.

## Археологические находки
В районе озера обнаружена древняя стоянка охотников, возраст которой составляет более 6000 лет. Здесь были найдены кремнёвые наконечники копий и стрел, скребки и ножи с двусторонней обивкой и ретушью.